# 西信達村
西信達村（にししんだちむら）は、大阪府南部、泉南郡に属していた村。現在の泉南市北東部、樫井川河口部左岸にあたる。

## 地理
- 池：座頭池
- 河川：樫井川

## 歴史
- 1889年（明治22年）4月1日 - 町村制の施行により、岡田村、北野村、中小路村が合併して日根郡西信達村が発足。大字岡田に鳴滝村との組合役場を設置。
- 1896年（明治29年）4月1日 - 所属郡が泉南郡に変更。
- 1913年（大正2年） - 西信達村・鳴滝村組合役場を分離して、西信達村役場を設置。
- 1956年（昭和31年）9月30日 - 新家村・信達町・鳴滝村・樽井町・雄信達村と合併して泉南町が発足。同日西信達村廃止。

## 交通

### 鉄道路線
- 南海電気鉄道
  - 南海本線
    - 岡田浦駅

### 道路
- 国道26号